# Distichodus teugelsi
Distichodus teugelsi är en fiskart som beskrevs av Victor Mamonekene och Emmanuel Vreven 2008. Distichodus teugelsi ingår i släktet Distichodus och familjen Distichodontidae. Inga underarter finns listade i Catalogue of Life.